# 毛瑟HSc手枪
毛瑟HSc手槍（德語：Mauser HSc）是一款由納粹德國研發，在二戰期間和戰後製造的7.65毫米口徑半自動手槍。
其名稱HSc是代表德語Hahn Selbstspanner，即自動復位擊錘。它的生產於1945年至46年法國佔領德國時期和戰後的1968年至1977年仍然繼續。它有著半外露擊錘、雙動扳機、單排彈匣和彈弓環繞槍管等特徵。
毛瑟HSc手槍最初是設計為一把商業銷售用的手槍。在軍用和警用市場上，它的對手有華瑟PP和PPK，紹爾38H手槍等。原本HSc只與海軍生產，後來則也被陸軍和警察部門生產。而空軍和武裝親衛隊使用的HSc手槍則是陸軍和警察的批次。